# Осорино (Тверская область)
Осорино — деревня в Весьегонском муниципальном округе Тверской области.

## География
Деревня находится в северо-восточной части Тверской области на расстоянии приблизительно 21 км на юг по прямой от районного центра города Весьегонск.

## История
Деревня возрождена карелами-переселенцами в 1630-50-е годы на месте более древнего, но запустевшего одноименного селения. Дворов (хозяйств) было 10 (1859 год), 15 (1889), 22 (1931), 20 (1963), 10 (1993), 2(2008),. До 2019 года входила в состав Чамеровского сельского поселения до упразднения последнего.

## Население
Численность населения: 59 человек (1859 год), 70 (1889), 95 (1931), 62 (1963), 14 (1993),, 4 (100 % русские) в 2002 году, 6 в 2010.